# 芝加哥交响乐团
芝加哥交响乐团（英語：Chicago Symphony Orchestra，简称CSO）是美国伊利诺伊州芝加哥市的一支管弦乐团。它是美国五大管弦乐团之一，同时也是世界上水准最高的乐团之一。

## 背景
乐团的成立者希奥多·汤玛斯在1891年到1905年亲自担任乐团音乐总监。其后很长的一段时间（1905到1942年）则由弗里德里克·斯托克接掌，但这段时间的录音却很少。而后是德斯雷·迪福（1943年到1947年），阿尔图·罗津斯基（1947年到1948年）和拉斐尔·库贝利克（1950年到1953年）。1950年，乐团迎来了一位重要人物，以追求准确著称的弗里兹·莱纳，乐团的成员虽然怕他，但莱纳却为乐团带到世界一流水准。1963年莱纳逝世后，法国人让·马蒂农1963年到1969年上任。再后则是乔治·索尔蒂，他任职到1991年并一直保持着乐团的水准。1991年丹尼尔·巴伦博姆入选成为继任者，直到2006年。2010年5月5日，里卡多·穆蒂就任芝加哥交响乐团的第十任音乐总监。
乐团的老家是芝加哥乐团大厅（有时也以其成立者希奥多·汤玛斯名之）。1904年竣工，1966年翻修，但声学效果反而下降。因此乐厅的声学条件并不适合录音，所以乐团大都在麦地纳教堂进行录音的。1997年再度完成新一轮的翻修，力求再现本来的声效。声音的宽度和亮度提高了，但乐手却抱怨，原因是他们互相之间呼应不了。

## 人物
- 阿尔道夫·赫瑟特（英语：Adolph Herseth），小号演奏家

## 外部連結
- 官方网站（英文）
- 芝加哥交响乐团的Discogs页面（英文）